# ゼンモンキー
ゼンモンキーは、かつてワタナベエンターテインメントに所属していた日本のお笑いトリオ。お笑いABEMA CUP2021〜ワタナベNo.1決定戦王者。キングオブコント2023ファイナリスト。2020年結成、2024年解散。

## メンバー
荻野 将太朗（おぎの しょうたろう、1996年8月22日 - ）（28歳）
ネタ作り担当。
埼玉県出身、早稲田大学文学部卒業。トリオの中で最も身長が低い。158 cm。
「お笑い工房LUDO」17期生。尊敬する事務所の先輩は、サークルの先輩でもある岡部大率いるハナコ。 学生芸人時代は後輩との男女コンビ「変化する毎日」やトリオ「アンデッドギグ」、男女トリオ「ダダダダンス」などで活動し、初舞台は同期とのコンビ「テクノボー」として立った。学生芸人時代は男女コンビや男女トリオで活動することが多かった。
プロ芸人を目指したきっかけは、「アンデッドギグ」時代の相方だったアンゴラ村長のコンビであるにゃんこスターが、キングオブコントで準優勝したことに衝撃を受けたから。
2024年11月、芸名を「ムニエル」に改める。なおこの芸名は、ゼンモンキーがファイヤーサンダー、Gパンパンダ、金の国と行っていたユニットコントライブ「ナベンジャーズ」のコントの中で演じた、架空の芸人の役名からとられている。

ヤザキ（1996年9月24日 - ）（28歳）
本名は、矢﨑 真梧（やざき しんご）。
東京都出身。長髪で、トリオの中で最も身長が高い。185 cm。
尊敬する事務所の先輩はハライチ。
小学生の頃は東京03やさまぁ〜ず、バナナマンに憧れてライブにも足を運んでいた。
バンディの元日本代表。
トリオ結成前はコンビ「パーライト」を組んでいた。
実家が土木業経営のため、裕福な家庭で育った。

むらまつ（1997年2月10日 - ）（28歳）
本名は、村松 雄大（むらまつ ゆうだい）。
埼玉県朝霞市出身。事務所の先輩である後藤拓実（四千頭身）とは同郷で同い年。トリオの中で身長は中くらい。171 cm。
尊敬する事務所の先輩はイモトアヤコ。
高校の同級生からお笑いの道に誘われて大学入学後もお笑いを続けたが、大学にいる意味を見出せなくなり中退した。
かつてはコンビ「ジョージベスト」「モジョベス」として活動していた。当時の相方である松本は、現在TikToker兼YouTuberグループ「アイルトンモカ」のメンバーとして活動中。

## 来歴
ワタナベコメディスクール30期出身によるトリオ。各々の組んでいたコンビが同時期にたまたま解散し、むらまつがヤザキを誘った翌日に荻野がコンビを解散したため合流して現在に至る。3人とも前コンビではネタ作り担当のため結成当初は全員でネタを書いていたが、荻野の書くネタの質が群を抜いていたため次第に荻野単独で作るようになった。
2021年の『おもしろ荘スペシャル』では、最終オーディションまで進出。
キングオブコント2020・2021・2022では準々決勝進出、2023では決勝進出（結果は10位）。
2024年10月19日の事務所ライブ「WEL」をもって解散。解散後は3人それぞれ芸人活動を続ける。

## 芸風
主にコントで、ヤザキとむらまつの扮する強烈なキャラクターと、それに振り回されながらも淡々と返す荻野のツッコミが特徴。荻野はネタ作りのポイントとして自分のキャラをうまく見せることを意識しており、それはLUDO時代のアンゴラ村長の教えによるものと語っている。
1回のみM-1グランプリへ出場し、漫才を演じたこともある。

## 賞レース等での成績

### トリオ
| 年度             | 結果         | 会場                | 日程     | 備考                                                    |
| ---------------- | ------------ | ------------------- | -------- | ------------------------------------------------------- |
| 2020年（第13回） | 準々決勝進出 | きゅりあん小ホール  | 8月15日  |                                                         |
| 2021年（第14回） | 準々決勝進出 |                     |          | 新型コロナウイルス感染症により欠場、動画審査            |
| 2022年（第15回） | 準々決勝進出 | なかのZERO 小ホール | 8月17日  |                                                         |
| 2023年（第16回） | 決勝10位     | TBS                 | 10月21日 | 決勝キャッチフレーズ「トリオコントNEWジェネレーション」 |

| 年度   | 結果     | 日程    |
| ------ | -------- | ------- |
| 2021年 | 決勝進出 | 9月18日 |
| 2022年 | 決勝進出 | 5月21日 |
| 2023年 | 決勝進出 | 7月8日  |

- 2020年 M-1グランプリ2020 - 1回戦敗退[23]
- 2021年 お笑いABEMA CUP 2021〜ワタナベNo.1決定戦 - 優勝[2]
- 2023年 ワタナベお笑いNo.1決定戦2023 - ファイナルラウンド進出[35]
- 2023年 第6回ナルゲキ最強決定戦 - 優勝[36]

### 個人
荻野
- 2023年 R-1グランプリ2023 - 2回戦進出（「荻野伝説」名義）
- 2024年 R-1グランプリ2024 - 1回戦敗退（「荻野伝説」名義）

ヤザキ
- 2023年 R-1グランプリ2023 - 1回戦敗退（「ヤザキLv.100」名義）
- 2024年 R-1グランプリ2024 - 1回戦敗退（「ヤザキ限界突破」名義）

むらまつ
- 2021年 R-1グランプリ2021 - 1回戦敗退（「むらまつ鉄砲玉」名義）

## 出演

### テレビ
不定期出演
- ネタパレ（フジテレビ、2020年10月23日 - ）
- キャラダチミュージアム〜MoCA〜（フジテレビ、2022年2月27日 - ）

レギュラー出演
- 負けるな!熱血ハナコのお笑い部（テレビ埼玉、2022年4月27日 - 2023年3月22日） - ワタナベ学園の生徒として

### ラジオ
- マイナビ Laughter Night（TBSラジオ、2021年5月22日〈21日深夜〉[43][注 1]、2022年5月14日〈13日深夜〉[44]）
- GERA NEXT（GERA放送局、2021年10月10日 - 11月7日）[45]
  - GERA NEXT Season2（GERA放送局、2021年11月28日 - 2022年1月2日） - 2021年11月7日までの放送の延長戦[46]
- いってらっしゃい（Artistspoken、2024年5月4日 - 9月28日[47]） - 土曜パーソナリティ[48]

### 配信番組
- 夜遊びゼンモンキー[49]（ABEMA SPECIAL、2022年3月4日[50]）

### ドラマ
- ビリオン×スクール 第4話（2024年7月26日、フジテレビ） - 浪人生 役[51]

### 書籍
- ｢芸人雑誌 volume2」Quick Japan別冊（太田出版、2021年4月21日発売[52]）ISBN 9784778317522

## 単独ライブ
- 2021年11月22日 - ゼンモンキー単独公演「アイアイ」（表参道GROUND）[53]
- 2022年11月17日 - ゼンモンキー第2回単独公演「ワオキツネザル」（ユーロライブ）[54]